# استئناس الحيوانات

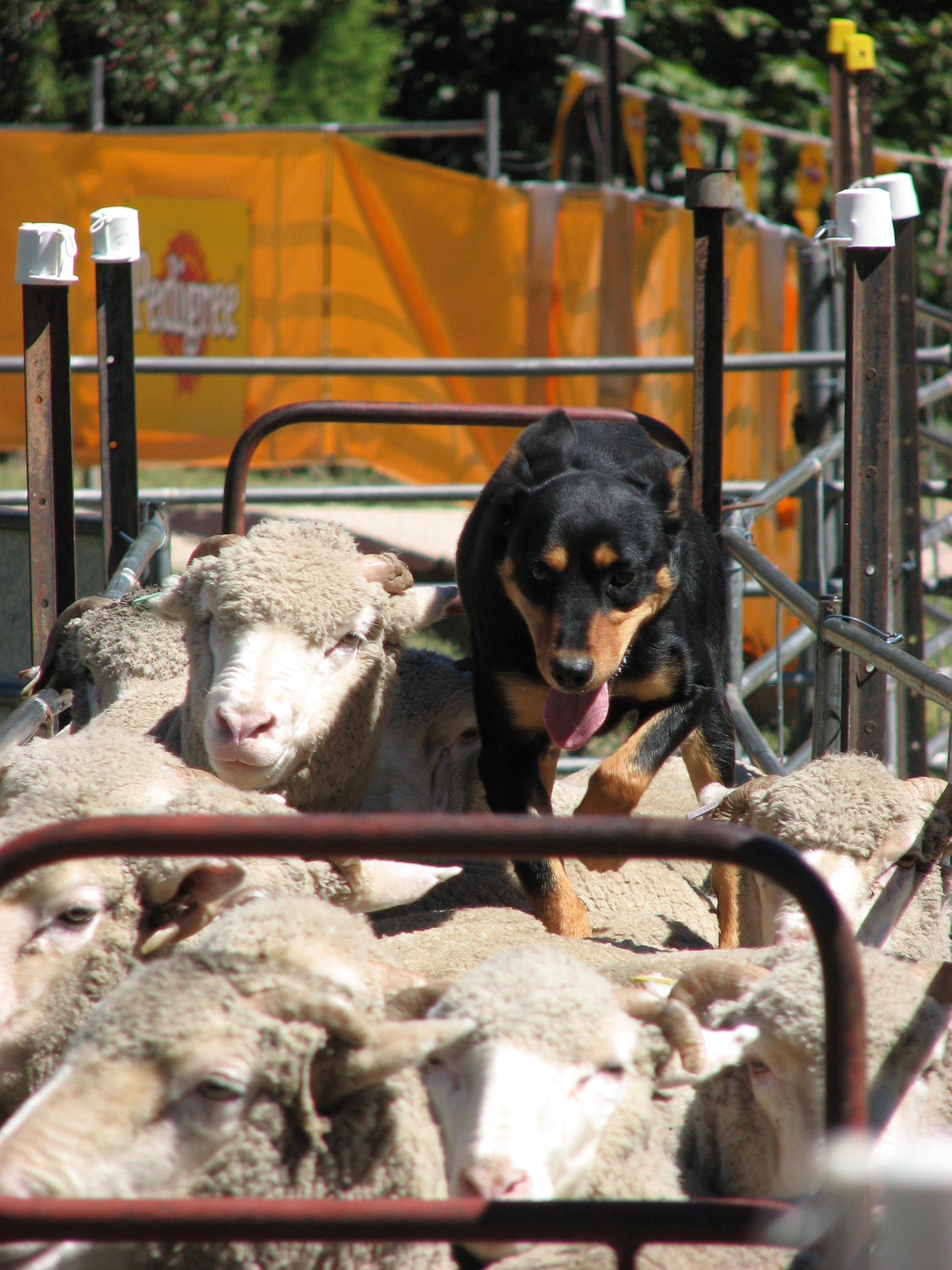
كانت الكلاب والخراف من أولى الحيوانات المستأنسة.

استئناس الحيوانات هو العلاقة المشتركة بين الحيوانات والبشر المتحكمين برعايتهم وتكاثرهم.
تعرف تشارلز داروين على عدد صغير من السمات التي جعلت الأنواع المستأنسة مختلفة عن أسلافها البرية. كان أيضًا أول من تعرفوا إلى الفرق بين الاصطفاء الاصطناعي المتعمد الذي يختار فيه البشر السمات المرغوبة مباشرة، والاصطفاء غير المتعمد حيث تتطور السمات باعتبارها منتجًا مشتقًا للاصطفاء الطبيعي أو من الاصطفاء على سمات أخرى. ثمة فرق وراثي بين الجماعات المستأنسة والبرية. ثمة أيضًا فرق وراثي بين سمات الاستئناس التي يظن الباحثون أنها كانت ضرورية في المراحل الأولى من الاستئناس، والسمات المحسنة التي ظهرت منذ الانقسام بين الجماعات البرية والمستأنسة. سمات الاستئناس ثابتة عمومًا في كل المستأنسات، وقد اختيرت خلال المرحلة البدئية من استئناس ذلك الحيوان أو النبات، في حين أن السمات المحسنة موجودة فقط في نسبة من الحيوانات المستأنسة، على الرغم من أنها قد تكون ثابتة في السلالات الفردية أو في الجماعات الإقليمية.
لا يجب الخلط بين الاستئناس والترويض. الترويض هو التعديل السلوكي المشروط لحيوان مولود في البرية حيث ينخفض تلافيه الطبيعي للبشر ويقبل وجودهم، لكن الاستئناس هو التعديل الوراثي الدائم لسلالة مستولدة الذي يؤدي إلى ميل سابق موروث ناحية البشر. تكون أنواع حيوانات معينة، وأفراد معينون ضمن هذه الأنواع، مرشحة أفضل للاستئناس من غيرها لأنها تظهر خصائص سلوكية معينة: (1) حجم وتنظيم بنيتها الاجتماعية، (2) مدى توافر الأزواج ودرجة انتقائيتها في اختيارها، (3) سهولة وسرعة ترابط الوالدين بصغارهما، ونضج وحركية الصغار عند الولادة، (4) درجة المرونة في النظام الغذائي وتحمل الموائل، و (5) الاستجابة للبشر والبيئات الجديدة، بما في ذلك استجابات النفور والتفاعل مع المحفزات الخارجية.
اقتُرح أن ثمة ثلاثة مسارات رئيسة اتبعتها معظم الحيوانات المستأنسة في الاستئناس: (1) التعايش، تكيفت مع البيئة الملائمة للبشر (مثل الكلاب والقطط والدواجن وربما الخنازير)، (2) حيوانات فريسة سُعي وراءها من أجل الطعام (مثل الخراف والماعز والأبقاء وجاموس الماء والياك والخنازير والرنة واللاما والألبكة والديك الرومي)، (3) الحيوانات المستهدفة من أجل الموارد الأولية وغير الغذائية (مثل الحصان والقرد والجمل). كان القرد أول ما استؤنس، وأُنجز ذلك عبر يوراسيا قبل نهاية العصر البليستوسيني المتأخر، قبل وقت طويل من الزراعة وقبل استئناس الحيوانات الأخرى. على نقيض الأنواع المستأنسة الأخرى التي اختيرت بصورة أساسية لسمات متعلقة بالإنتاج، اختيرت الكلاب في البداية من أجل سلوكياتها. تقترح البيانات الأثرية والوراثية أن انسياب مورثات ثنائي الاتجاه طويل الأمد كان شائعًا بين الأصناف البرية والمستأنسة، بما فيها القردة والخيول وإبل العالم القديم والجديد والماعز والأغنام والخنازير. خلصت إحدى الدراسات إلى أنه من المحتمل أن يكون اختيار الإنسان للسمات المستأنسة قد تعارض مع التأثير المتجانس لانسياب المورثات من الخنازير البرية إلى الخنازير وأنشأ جزر استئناس في الجينوم. قد تنطبق العملية نفسها على الحيوانات المستأنسة الأخرى أيضًا.

## تعاريف

### الاستئناس
عُرف الاستئناس على أنه «علاقة مستمرة متبادلة متعددة الأجيال يفرض فيها كائن حي درجة كبيرة من التأثير على تكاثر ورعاية كائن حي آخر من أجل تأمين إمداد أكثر قابية للتنبؤ به من مورد مهم، والذي من خلاله يكتسب الكائن الشريك امتيازًا على الأفراد الذي ظلوا خارج هذه العلاقة، وبالتالي يستفيدون من لياقة كل من المستأنِس وهدف الاستئناس ويزيدونها في كثير من الأحيان». يعترف هذا التعريف بالمكونات البيولوجية والثقافية لعملية الاستئناس والتأثيرات على كل من البشر والحيوانات والنباتات المستأنسة. تضمنت جميع التعاريف السابقة للاستئناس علاقة بين البشر والنباتات والحيوانات، ولكن تكمن اختلافاتهم في من كان يعتبر الشريك الرئيس في العلاقة. يعترف هذا التعريف الجديد بالعلاقة التبادلية التي يكتسب فيها كلا الشريكين فوائدًا. أدى الاستئناس إلى تعزيز الإنتاج التناسلي لنباتات المحاصيل والماشية والحيوانات الأليفة إلى حد كبير بما يتجاوز إنتاج أسلافها البرية. زود المستأنسون البشر بالموارد التي يمكنهم التحكم فيها ونقلها وإعادة توزيعها بصورة أكثر أمانًا، والتي كانت الميزة التي أدت إلى انفجار سكاني للرعاة الزراعيين وانتشارهم في جميع أنحاء الكوكب.
لا يقتصر هذا التبادل البيولوجي على البشر ذوي المحاصيل المستأنسة والماشية، ولكنه موثق جيدًا في الأنواع غير البشرية، لا سيما بين عدد من مستأنسي الحشرات الاجتماعية ومداجنهم النباتية والحيوانية، على سبيل المثال التبادلية بين النمل والفطريات الموجودة بين النمل القاطع للأوراق وبعض الفطريات.

### متلازمة الاستئناس
متلازمة الاستئناس هي مصطلح يستخدم غالبًا لوصف مجموعة السمات المظهرية التي تنشأ أثناء الاستئناس والتي تميز المحاصيل عن أسلافها البرية. يُطبق المصطلح أيضًا على الحيوانات ويتضمن زيادة الانقياد والتروّض، وتغيرات لون المعطف، وانخفاض حجم الأسنان، والتغيرات في الشكل القحفي الوجهي، والتغيرات في شكل الأذن والذيل (على سبيل المثال: الأذنين المرنة)، ودورات شبق أكثر تواترًا وغير موسمية، وتغييرات في مستويات هرمون قشر الكظر، وتغيير تركيزات العديد من الناقلات العصبية، وإطالة في سلوك الأحداث، وانخفاض في كل من الحجم الكلي للدماغ ومناطق معينة فيه. مجموعة السمات المستخدمة لتعريف متلازمة الاستئناس الحيواني غير متسق.

### الاختلاف عن الترويض
لا يجب الخلط بين الاستئناس والترويض. الترويض هو التعديل السلوكي المشروط لحيوان مولود في البرية حيث ينخفض تلافيه الطبيعي للبشر ويقبل وجودهم، لكن الاستئناس هو التعديل الوراثي الدائم لسلالة مستولدة الذي يؤدي إلى ميل سابق موروث ناحية البشر. تضمن الانتقاء البشري التروّض، لكن لم يتحقق الاستئناس من دون استجابة تطورية مناسبة. لا يلزم ترويض الحيوانات الأليفة بالمعنى السلوكي، كالثور الإسباني المقاتل. يمكن للحيوانات البرية أن تُروض، مثل الفهود التي تربت على أيدٍ بشرية. يتحكم البشر في استيلاد الحيوان المستأنس ويُحدَد مدى تروّضها واحتمالها للبشر وراثيًا. مع ذلك، ليس بالضرورة أن يكون الحيوان الذي استولِد في الأسر مستأنسًا. تتكاثر النمور والغوريلا والدببة القطبية بسهولة في الأسر ولكنها لا تُستأنس. الفيلة الآسيوية حيوانات برية تظهر عليها علامات استئناس خارجية مع ترويضها، ومع ذلك، فإن تكاثرها لا يخضع لسيطرة الإنسان، وبالتالية هي ليست مستأنسة حقيقية.